# Újszövetségi apokrifek
Az újszövetségi apokrifek (másképp: apokrifok ) a korai keresztények számos írása, amelyek Jézus életéről és tanításairól, Isten természetéről vagy az apostolok tanításairól és életéről adnak számot, de a keresztény egyházak nem vették be az Újszövetség kánonjába. Ezen írások egy részét a korai keresztények szentírásként idézték, de a keresztény kanonizáció folyamatában konszenzus alakult ki, amely a Biblia Újszövetségét 27 könyvre korlátozta. A római katolikus, az ortodox és a protestáns egyházak általában nem tekintik az újszövetségi apokrifeket a Biblia részének.

## Történetük
Nagyon sok, a Héber Bibliához kapcsolódó apokrif iratot ismerünk. 
Az 1. és 2. századi keresztények többségénél, az apokrif könyveket többnyire nagyra becsülték. Csak később vált a kifejezés a szemrehányás, az elutasítás tárgyává.
Az apokrif iratokat még a kanonizált Újszövetség írói is bőségesen használták. Így Júdás levele név szerint idézi Énok könyvét, és e könyv kétségtelen használata megjelenik a négy evangéliumban és Péter első levelében.
Az apokrif iratok státuszát számos hatás aláásta. Minden, titkos hagyomány birtoklására vonatkozó igényt elutasítottak : az igazi ihlet már az apostoli korra (1. század) korlátozódott, és az egyház egyetemes elfogadása volt szükséges az apostoli szerzőség bizonyítékaként. Ilyen nézetek hatására az apokrif könyvek hajlamosak voltak a hamis és eretnek írások osztályába kerülni.
Papiasz Hierapolitész a 2. században említi elsőnek valamelyik evangéliumot. Műve, az ’Úr kinyilatkoztatásainak magyarázata’ elveszett.
Az apokrif evangéliumok, cselekedetek és apokalipszisek egy jelentős forrása a gnoszticizmus volt. Míg az apokaliptikus irodalom jellemző vonásai a judaizmusból származtak, a gnoszticizmus vonásai részben a görög filozófiából, részben a keleti vallásokból fakadtak. Ragaszkodtak az apostoli írások allegorikus értelmezéséhez: egy titkos apostoli hagyomány őrzőinek vallották magukat, és prófétai ihletésre hivatkoztak.
Órigenész és Eusebius egyháztörténész a korában három csoportra osztotta az akkoriban keringő írásokat:
- általánosan elfogadott írások (homologoumenák)
- részben elismert, részben vitatott írások (antilegomenák)
- hamis és elutasított írások

Rengeteg, az Újszövetséghez kapcsolódó apokrif irat jött létre. A 9. században I. Phótiosz konstantinápolyi pátriárka kétszáznyolcvan iratról tudott és azóta még több vált ismertté.
A keresztény apokrif gyűjtemény ma körülbelül száz művet tart számon, ezeknek az anyagát az újszövetségi kánoni írások, személyek és események ihlették. Ez az irodalom szoros összefüggésben áll az Újszövetség írásaival.

### Az újszövetségi kánon fejlődése
A kereszténység történetének első évszázadaiban komoly vita folyt arról, hogy mely könyvek kerüljenek be a kánonba, a mai Újszövetségbe. 

## Lista
A ma ismert újszövetségi apokrif iratok:
| Név                                                                                                   | Angol nyelvű cikk                                                                    |
| --- | ------------------------------------------------------------------------------------ |
| E v a n g é l i u m o k (33 mű)                                                                       |                                                                                      |
| Jakab protoevangéliuma (Jakab gyermekség evangéliuma)                                                 | en:Gospel of James                                                                   |
| Tamás gyermekség evangéliuma                                                                          | en:Infancy Gospel of Thomas                                                          |
| Pszeudo-Máté evangéliuma (Máté gyermekség evangéliuma)                                                | en:Gospel of Pseudo-Matthew                                                          |
| Szír gyermekség evangélium                                                                            | en:Syriac Infancy Gospel                                                             |
| Örmény gyermekség evangélium                                                                          | –                                                                                    |
| József, az ács                                                                                        | en:History of Joseph the Carpenter                                                   |
| Keresztelő János élete                                                                                | en:Life of John the Baptist                                                          |
| Zsidókeresztények evangéliumai - Nazareusok evangéliuma - Ebioniták evangéliuma - Héberek evangéliuma | - en:Gospel of the Nazarenes - en:Gospel of the Ebionites - en:Gospel of the Hebrews |
| Tamás evangéliuma                                                                                     | en:Gospel of Thomas                                                                  |
| Péter evangéliuma                                                                                     | en:Gospel of Peter                                                                   |
| Nikodémosz evangéliuma (Pilátus cselekedetei, Pilátus akta)                                           | en:Gospel of Nicodemus                                                               |
| Jézus Krisztus élete és halála Pszeudo-Cirilltől                                                      | –                                                                                    |
| Bertalan evangéliuma                                                                                  | en:Gospel of Bartholomew                                                             |
| Bertalan kérdései                                                                                     | en:Questions of Bartholomew                                                          |
| Jézus Krisztus feltámadása Bertalantól                                                                | en:Resurrection of Jesus Christ (by Bartholomew)                                     |
| Tamásnak, a Vitázónak Könyve (Tamás könyve)                                                           | en:Book of Thomas the Contender                                                      |
| A Megváltó dialógusa                                                                                  | en:Dialogue of the Saviour                                                           |
| Gamáliel evangéliuma                                                                                  | –                                                                                    |
| Júdás evangéliuma                                                                                     | en:Gospel of Judas                                                                   |
| Mária evangéliuma                                                                                     | en:Gospel of Mary                                                                    |
| Fülöp evangéliuma                                                                                     | en:Gospel of Philip                                                                  |
| Jézus Krisztus bölcsessége                                                                            | en:The Sophia of Jesus Christ                                                        |
| Az egyiptomiak görög evangéliuma                                                                      | en:Greek Gospel of the Egyptians                                                     |
| Az egyiptomiak kopt evangéliuma                                                                       | en:Holy Book of the Great Invisible Spirit                                           |
| Az igazság evangéliuma                                                                                | en:Gospel of Truth                                                                   |
| Markión evangéliuma (Az Úr evangéliuma)                                                               | en:Gospel of Marcion                                                                 |
| Mani evangéliuma (Nagy evangélium, Az élet evangéliuma)                                               | en:Gospel of Mani                                                                    |
| Apellész evangéliuma                                                                                  | en:Apelles (gnostic)                                                                 |
| Bardeszánész evangéliuma                                                                              | en:Bardaisan                                                                         |
| Baszileidész evangéliuma                                                                              | en:Basilides                                                                         |
| Kerinthosz evangéliuma                                                                                | –                                                                                    |
| A p o s t o l o k c s e l e k e d e t e i (17 mű)                                                     |                                                                                      |
| András apostol cselekedetei                                                                           | en:Acts of Andrew                                                                    |
| András és Bertalan apostolok cselekedetei a párthusok között                                          | –                                                                                    |
| András és Mátyás apostolok cselekedetei                                                               | –                                                                                    |
| Péter apostol cselekedetei                                                                            | en:Acts of Peter                                                                     |
| Péter és András apostolok cselekedetei                                                                | en:Acts of Peter and Andrew                                                          |
| Péter és Pál apostol cselekedetei                                                                     | en:Acts of Peter and Paul                                                            |
| Péter apostol és a tizenkettő cselekedetei                                                            | en:Acts of Peter and the Twelve                                                      |
| Pál apostol cselekedetei                                                                              | en:Acts of Paul                                                                      |
| Pál apostol és Thekla cselekedetei                                                                    | en:Acts of Paul and Thecla                                                           |
| János apostol cselekedetei                                                                            | en:Acts of John                                                                      |
| Fülöp apostol cselekedetei                                                                            | en:Acts of Philip                                                                    |
| Tamás apostol cselekedetei                                                                            | en:Acts of Thomas                                                                    |
| Timóteus cselekedetei                                                                                 | en:Acts of Timothy                                                                   |
| Barnabás apostol cselekedetei                                                                         | en:Acts of Barnabas                                                                  |
| Xantippe, Polüxéna és Rebekka cselekedetei                                                            | en:Acts of Xanthippe, Polyxena, and Rebecca                                          |
| Vértanúk cselekedetei                                                                                 | en:Acts of the Martyrs                                                               |
| Az apostolok cselekedeteinek elveszett fejezete                                                       | en:The Lost Chapter of the Acts of the Apostles                                      |
| A p o s t o l i l e v e l e k (20 mű)                                                                 |                                                                                      |
| Jézus Krisztus levele Abgár királyhoz                                                                 |                                                                                      |
| Barnabás levele                                                                                       | en:Epistle of Barnabas                                                               |
| Az apostolok levele                                                                                   | en:Epistula Apostolorum                                                              |
| Péternek Fülöphöz írt levele                                                                          | en:Letter of Peter to Philip                                                         |
| Pál apokrif levele a korinthusiakhoz                                                                  | en:Epistle of the Corinthians to Paul                                                |
| Laodiceaikhoz írt levél                                                                               | en:Epistle to the Laodiceans                                                         |
| Seneca és Pál levelezése                                                                              | en:Epistle to Seneca the Younger                                                     |
| A korinthusiakhoz írt harmadik levél                                                                  | en:Third Epistle to the Corinthians                                                  |
| Jakab apokrif levele                                                                                  | –                                                                                    |
| Kelemen első levele                                                                                   | en:First Epistle of Clement                                                          |
| Kelemen második levele                                                                                | en:Second Epistle of Clement                                                         |
| Ignatiusnak a szmürnaiakhoz írt levele                                                                | en:Letter to the Smyrnaeans                                                          |
| Ignatiusnak az efézusiakhoz írt levele                                                                | en:Letter to the Trallians                                                           |
| Ignatiusnak a magnesiaiakhoz írt levele                                                               | en:Ignatius of Antioch#Letters                                                       |
| Ignatiusnak a rómaiakhoz írt levele                                                                   | en:Ignatius of Antioch#Letters                                                       |
| Ignatiusnak a philadelphiaiakhoz írt levele                                                           | en:Ignatius of Antioch#Letters                                                       |
| Ignatiusnak a tralliánokhoz írt levele                                                                | en:Ignatius of Antioch#Letters                                                       |
| Ignatiusnak Polikárphoz írt levele                                                                    | en:Ignatius of Antioch#Letters                                                       |
| Polikárpnak a filippibeliekhez írt levele                                                             | en:Polycarp's letter to the Philippians                                              |
| Levél Diognétoszhoz                                                                                   | en:Epistle to Diognetus                                                              |
| A p o k a l i p s z i s e k (11 mű)                                                                   |                                                                                      |
| Péter apokalipszise                                                                                   | en:Apocalypse of Peter                                                               |
| Péter gnosztikus apokalipszise                                                                        | en:Gnostic Apocalypse of Peter                                                       |
| Pál apokalipszise                                                                                     | en:Apocalypse of Paul                                                                |
| Pál kopt apokalipszise                                                                                | en:Coptic Apocalypse of Paul                                                         |
| Bertalan apokalipszise                                                                                | –                                                                                    |
| Tamás apokalipszise                                                                                   | en:Apocalypse of Thomas                                                              |
| István apokalipszise                                                                                  | en:Apocalypse of Stephen                                                             |
| Jakab első apokalipszise                                                                              | en:First Apocalypse of James                                                         |
| Jakab második apokalipszise                                                                           | en:Second Apocalypse of James                                                        |
| Pszeudo-Methodius apokalipszise                                                                       | en:Apocalypse of Pseudo-Methodius                                                    |
| Hermasz pásztora                                                                                      | en:The Shepherd of Hermas                                                            |
| M á r i á r ó l s z ó l ó i r a t o k (3 mű)                                                          |                                                                                      |
| Mária hazamentele                                                                                     | –                                                                                    |
| Az Istenanya elalvása                                                                                 | –                                                                                    |
| Mária származása                                                                                      | en:Descent of Mary                                                                   |
| E g y é b i r a t o k (20 mű)                                                                         |                                                                                      |
| Péter prédikációi                                                                                     | –                                                                                    |
| Pál apostol imája                                                                                     | en:Prayer of the Apostle Paul                                                        |
| Apostoli dekréták                                                                                     | en:Apostolic Constitutions                                                           |
| Az apostolok kánonjai                                                                                 | en:Canons of the Apostles                                                            |
| Nepos könyve                                                                                          | en:Book of Nepos                                                                     |
| János apokrifonja (János titkos könyve)                                                               | en:Apocryphon of John                                                                |
| Didakhé                                                                                               | en:Didache                                                                           |
| A Megváltó evangéliuma                                                                                | en:Naassene Fragment                                                                 |
| A háromalakú Protannoia                                                                               | en:Trimorphic Protennoia                                                             |
| Ophite diagramok                                                                                      | en:Ophite Diagrams                                                                   |
| Jeú két könyve                                                                                        | en:Books of Jeu                                                                      |
| A kincsesbarlang                                                                                      | en:Cave of Treasures                                                                 |
| Szent Jakab liturgiája                                                                                | en:Liturgy of St James                                                               |
| Órigenész vezeklése                                                                                   | en:Penitence of Origen                                                               |
| A Kelemen iratok                                                                                      | en:Clementine literature                                                             |
| Pisztisz Szophia                                                                                      | en:Pistis Sophia                                                                     |
| A nagy Seth második tanítása                                                                          | en:Second Treatise of the Great Seth                                                 |
| Sextus szentenciái                                                                                    | en:Sentences of Sextus                                                               |
| Physiologus                                                                                           | en:Physiologus                                                                       |
| A méh könyve                                                                                          | en:Book of the Bee                                                                   |
| T ö r e d é k e k (7 mű)                                                                              |                                                                                      |
| Berlini evangélium                                                                                    | en:Unknown Berlin Gospel                                                             |
| A naaszénusok himnusza                                                                                | en:Naassene Fragment                                                                 |
| A Fajjúm-töredék                                                                                      | en:Fayyum Fragment                                                                   |
| Márk titkos evangéliuma                                                                               | en:Secret Gospel of Mark                                                             |
| Oxyrhynchus evangéliumok                                                                              | en:Oxyrhynchus Gospels                                                               |
| Az Egerton evangélium                                                                                 | en:Egerton Gospel                                                                    |
| Jézus feleségének evangéliuma                                                                         | en:Gospel of Jesus' Wife                                                             |
| E l v e s z e t t i r a t o k (8 mű)                                                                  |                                                                                      |
| Az Előest evangéliuma                                                                                 | en:Gospel of Eve                                                                     |
| A négy mennyei birodalom evangéliuma                                                                  | en:Gospel of the Four Heavenly Realms                                                |
| Mátyás evangéliuma                                                                                    | en:Gospel of Matthias                                                                |
| A tökéletesség evangéliuma                                                                            | en:Gospel of Perfection                                                              |
| A 70 tanítvány evangéliuma                                                                            | en:Gospel of the Seventy                                                             |
| Taddeus evangéliuma                                                                                   | –                                                                                    |
| A 12 apostol evangéliuma                                                                              | en:Gospel of the Twelve                                                              |
| Az apostolok megemlékezései                                                                           | en:Memoria Apostolorum                                                               |

A könyvek egy része ún. gnosztikus irat. A gnoszticizmus a 2. századtól érvényesülő misztikus filozófiai irányzat, amely átvette a kereszténység fogalmait, de a maga idegen szellemi tartalmával töltötte meg.

## Lista műfajonként

### Evangéliumok
Jézus életéről és gyermekkoráról számos 2. századi és későbbi szöveg szolgáltatott elbeszéléseket. A kisgyermekségéről szóló történeteket gyermekségi evangéliumoknak is nevezik, de ezek közül egyiket sem vették fel az újszövetségi kánonba. Ennek ellenére a történészek és bibliatudósok megjegyezték, hogy a fennmaradt gyermekségi kéziratok nagy száma bizonyítja azok egykori nagy népszerűségét.
Más apokrif evangéliumok kifejezetten Jézus halálával és feltámadásával foglalkoznak, míg két mű Jézushoz kötött mondások és példázatok gyűjteményét alkotja, narratív szerkezet nélkül. Vannak párbeszéd-evangéliumok is, amelyek Jézus és egy tanítvány vagy egy csoport között zajlanak.
A gnosztikus evangéliumok (az igazság evangéliuma, Tamás evangéliuma, Tamás könyve, Fülöp evangéliuma, Júdás evangéliuma stb.) többnyire magas művészi minőséggel és stílussal és formailag leggyakrabban Jézus-mondásokkal tűnnek ki. Szerzőiket nem Jézus földi élete érdekli, hanem a mennyei eón tanítása, amely felfedi a a „tudás” titkait. Így Tamás evangéliumának minden kijelentése a „Jézus mondta” szavakkal kezdődik, és csak alkalmanként szerepel benne párbeszéd Jézus és hallgatói vagy a tanítványai között.
- Jakab protoevangéliuma (Jakab gyermekség evangéliuma)
- Tamás gyermekség evangéliuma
- Pszeudo-Máté evangéliuma (Máté gyermekség evangéliuma)
- Szír gyermekség evangélium
- Örmény gyermekség evangélium
- József, az ács
- Keresztelő János élete
- Nazareusok evangéliuma
- Ebioniták evangéliuma
- Héberek evangéliuma
- Tamás evangéliuma
- Péter evangéliuma
- Nikodémosz evangéliuma (Pilátus cselekedetei, Pilátus akta)
- Jézus Krisztus élete és halála Pszeudo-Cirilltől
- Bertalan evangéliuma
- Bertalan kérdései
- Jézus Krisztus feltámadása Bertalantól
- Tamásnak, a Vitázónak Könyve (Tamás könyve)
- A Megváltó dialógusa
- Gamáliel evangéliuma
- Júdás evangéliuma
- Mária evangéliuma
- Fülöp evangéliuma
- Jézus Krisztus bölcsessége
- Az egyiptomiak görög evangéliuma
- Az egyiptomiak kopt evangéliuma
- Az igazság evangéliuma
- Markión evangéliuma (Az Úr evangéliuma)
- Mani evangéliuma (Nagy evangélium, Az élet evangéliuma)
- Apellész evangéliuma
- Bardeszánész evangéliuma
- Baszileidész evangéliuma
- Kerinthosz evangéliuma

### Apostolok cselekedetei
Kb. a 2. század második felétől, legkorábban 150-től  számos szöveg foglalkozik az apostolok későbbi életével, általában természetfeletti eseményekkel. Az 1. század végén keletkezett Az apostolok cselekedetei című kanonikus irattal szemben ezen apokrif iratok arról tájékoztatnak, hogy az egyház hogyan jött létre az apostolok működése nyomán, mi volt a története. Többnyire egy konkrét apostol munkájával és sorsával foglalkoznak.
Tamás cselekedeteit és Péter és a tizenkettő cselekedeteit gyakran gnosztikus szövegeknek tekintik. Míg a legtöbb szövegről úgy vélik, hogy a 2. században íródott, legalább kettőről, Barnabás, Péter és Pál cselekedeteiről úgy vélik, hogy az 5. században írták.
- András apostol cselekedetei
- András és Bertalan apostolok cselekedetei a pártusok között
- Péter apostol cselekedetei
- Péter és András apostolok cselekedetei
- Péter és Pál apostol cselekedetei
- Péter apostol és a tizenkettő cselekedetei
- Pál apostol cselekedetei
- Pál és Tekla cselekedetei
- János apostol cselekedetei
- Fülöp apostol cselekedetei
- Tamás apostol cselekedetei
- Timóteus cselekedetei
- Barnabás apostol cselekedetei
- Xantippe, Polüxéna és Rebekka cselekedetei
- Vértanúk cselekedetei
- Az apostolok cselekedeteinek elveszett fejezete

### Apostoli levelek
Vannak olyan, nem kanonikus levelek, amelyek egy bizonyos személynek vagy általában a keresztények egy közösségéhez íródott. Néhányukat nagyon nagyra értékelte a korai egyház.
- Jézus Krisztus levele Abgár királyhoz
- Barnabás levele
- Az apostolok levele
- Péternek Fülöphöz írt levele
- Pál apokrif levele a korinthusiakhoz
- Laodiceaikhoz írt levél (wd)
- Seneca és Pál levelezése
- A korinthusiakhoz írt harmadik levél
- Jakab apokrif levele
- Kelemen első levele
- Kelemen második levele
- Ignácnak a szmürnaiakhoz írt levele
- Ignácnak az efézusiakhoz írt levele
- Ignácnak a magnesiaiakhoz írt levele
- Ignácnak a rómaiakhoz írt levele
- Ignácnak a filadelfiaiakhoz írt levele
- Ignácnak a tralliánokhoz írt levele
- Ignácnak Polikárphoz írt levele
- Polikárpnak a filippibeliekhez írt levele
- Levél Diognétoszhoz

#### Elveszett levelek
- A "Pál korábbi levele a korinthosziakhoz" [10] amelyre az 1Korinthus 5:9 hivatkozik.[11]
- A korinthosziaknak írt 3. levél,  amelyre a 2Korinthus 2:4 és 2Korinthus 7:8–9 hivatkozik.[12][13]
- A korinthosziaktól Pálnak írt levél, amelyre az 1Korinthus 7:1-ben hivatkozik [14]
- Az epheszoszi levél 3:3–4-ben említett korábbi, nekik küldött levél [15]
- A laodiceaiakhoz írt levél, amelyre a Kolosszé 4:16 hivatkozik [16]
- Júdás második (következő) levele, amelyre a Júdás 1:3 hivatkozik [17]
- János korábbi levele,[18] amelyre a 3. János 1:9 hivatkozik [19]

### Apokalipszisek
Az apokalipszisek a jövőt, a túlvilágot vagy mindkettőt tárgyalják.
E műfaj jellegzetességei az alábbiak:
- pszeudonimitás: az apokalipszis szerzője többnyire a múlt egy jelentős alakjának a neve alatt ír
- tudósítás látomásokról é audíciókról; a szerző mint a kinyilatkoztatás fogadója és közvetítője tudósít a látott és hallott élményekről
- a szerző gyakran a látomás értelmezését is megkapja egy mennyei alak segítségével
- a szerző a túlvilág titkos rendjébe való betekintést az általa ismertetett anyag rendjén érzékeli, gyakran a számmisztika segítségével (Ilyen pl. János (kanonikus) apokalipszisében a hetes szám, amely 55-ször tűnik fel.)[9]
- a túlvilág leírása

Az apokrif újszövetségi apokalipszisek:
- Péter apokalipszise
- Péter gnosztikus apokalipszise
- Pál apokalipszise
- Pál kopt apokalipszise
- Bertalan apokalipszise
- Tamás apokalipszise
- István apokalipszise
- Jakab első apokalipszise
- Jakab második apokalipszise
- Pszeudo-Methodius apokalipszise
- Hermasz pásztora

### Mária-iratok
Számos szöveg (több mint ötven) mesél Mária (Jézus anyja) sorsa körüli eseményekről.
- Mária hazamentele
- Az Istenanya elalvása
- Mária származása

### Egyéb iratok
Ezek a szövegek tartalmuk vagy formájuk miatt nem illenek az előbbi kategóriákba:
- Péter prédikációi
- Pál apostol imája
- Apostoli dekréták
- Az apostolok kánonjai
- Nepos könyve
- János apokrifonja (János titkos könyve)
- Didakhé
- A Megváltó evangéliuma
- A háromalakú Protannoia
- Ophite diagramok
- Jeú két könyve
- A kincsesbarlang
- Szent Jakab liturgiája
- Órigenész vezeklése
- A Kelemen iratok
- Pisztisz Szophia
- A nagy Seth második tanítása
- Sextus szentenciái
- Phüsziologosz
- A méh könyve

### Töredékek
Az ismert apokrif művek mellett apró szövegtöredékek, ismeretlen (vagy bizonytalan) művek töredékei is léteznek. Néhány jelentősebb közülük:
- Berlini evangélium
- A naaszénusok himnusza
- Fajjúm-töredék
- Márk titkos evangéliuma
- Oxyrhynchus evangéliumok
- Az Egerton evangélium
- Jézus feleségének evangéliuma

### Elveszett iratok
Számos szöveget sok ókori forrás említ, és valószínűleg az apokrif iratokhoz sorolhatók, de a szövegük nem maradt fenn:
- Az Előest evangéliuma
- A négy mennyei birodalom evangéliuma
- Mátyás evangéliuma
- A tökéletesség evangéliuma
- A 70 tanítvány evangéliuma
- Taddeus evangéliuma
- A 12 apostol evangéliuma
- Az apostolok megemlékezései

### Gnosztikus szövegek
Egyes szövegek a dualista kozmológia és a gnosztikus etika kifejtésének formáját öltik, gyakran beszélgetés formájában. Jézus ezoterikus ismereteket fejt ki, tanítványai kérdéseket tesznek fel. Létezik egy Epistula Apostolorum (Az apostolok levele) néven ismert szöveg, amely a gnosztikus tanok elleni polémia, de a gnosztikus szövegekhez hasonló stílusban íródott. A modern korban sok gnosztikus szöveget tártak fel, különösen a leletekből.
Párbeszéd Jézussal
- Jakab apokrifonja ( Jakab titkos könyvének is nevezik)
- Tamásnak, a Vitázónak Könyve (Tamás könyve)
- A Megváltó párbeszéde
- Júdás evangéliuma (másképp Iskariótes Júdás evangéliuma)
- Mária evangéliuma
- Fülöp evangéliuma
- Az egyiptomiak görög evangéliuma (különbözik az egyiptomiak kopt evangéliumától)
- Jézus Krisztus Zsófiája

Egyéb iratok Jézusról
- Pál kopt apokalipszise (különbözik Pál apokalipszisétől)
- Az igazság evangéliuma
- Péter gnosztikus apokalipszise (különbözik Péter apokalipszisétől)
- Lentulus levele
- Pistis Sophia
- Nagy Seth második értekezése

Szet iratok Jézusról
A szetiák (szetiták) egy gnosztikus csoport volt, akik eredetileg messiásként imádták a bibliai Sétet, később pedig Sét reinkarnációjaként tekintettek Jézusra. Számos szöveget írtak ezoterikus kozmológiájukról, általában látomások formájában:
- János apokrifonja ("János titkos evangéliumának" is nevezik)
- Az egyiptomiak kopt evangéliuma (különbözik az egyiptomiak görög evangéliumától)
- Trimorf Protennoia

A legújabban előkerült és elhíresült gnosztikus apokrif Júdás evangéliuma.

## Az újszövetségi apokrifok szerepe az iszlámban
A Korán számos olyan részt tartalmaz, amelyek hasonlóságot mutatnak az apokrif írásokkal, mint például Jakab protoevangéliuma a Korán 3:37,44-ben és Tamás gyermekség evangéliuma a 3:49-ben. A muszlimok nem fogadják el teljesen a Biblia kanonikus írásait, nagyobb értéket tulajdonítanak az apokrifoknak, mint például a késő középkori Barnabás evangéliuma, amelyben a 44. fejezet Mohamedet prófétának hirdeti. Késői eredete miatt ezt a könyvet általában már nem számítják az apokrifok közé.

## Fordítás
- Ez a szócikk részben vagy egészben  a   New Testament apocrypha című angol Wikipédia-szócikk fordításán alapul.  Az eredeti cikk szerkesztőit annak laptörténete sorolja fel. Ez a jelzés csupán a megfogalmazás eredetét és a szerzői jogokat jelzi, nem szolgál a cikkben szereplő információk forrásmegjelöléseként.